# 普羅溫斯敦
普羅溫斯敦是美國馬薩諸塞州的一個新英格蘭鎮，位於麻省巴恩斯特布爾縣鱈魚角。該鎮是一個度假地，平時居住人口只有不到3,000人，但夏季人口可以多達60,000人  常被称为“P-town”或“P'town”。該鎮是著名的LGBTQ社群度假區。